# Гвадалахара
Гвадалаха́ра (исп. Guadalajara МФА: [ɡwaðalaˈxaɾa]о файле) — город в Мексике. Столица штата Халиско. Основан в 1542 году. Расположенный в Западно-Тихоокеанском регионе, город известен как Жемчужина запада (исп. La Perla del Occidente) и Город роз (исп. Ciudad de las Rosas). Агломерация Гвадалахары является второй в Мексике по численности населения после Мехико.
Гвадалахара является главным экономическим, транспортным и культурным центром юго-западной Мексики. В рейтинге глобальных городов GaWC он признан гамма-городом, стоя в одном ряду с Алма-Атой, Финиксом и Вильнюсом.

## История
После образования колонии Новая Испания испанцы трижды предпринимали попытки обосноваться в этих местах (в 1531, 1533 и 1537 годах), но все они потерпели неудачу из-за нападений туземцев. Четвёртая попытка, оказавшаяся удачной, была предпринята 14 февраля 1542 года, основатель города, Кристобаль де Оньяте, назвал город в честь испанской Гвадалахары, родного города своего друга, конкистадора западной Мексики, Нуньо Бельтрана де Гусмана. Название испанского города происходит от арабского wādi l-ḥijāra (واد الحجارة или وادي الحجارة), что в прямом переводе иберского слова arriaca означает «долина камней» или «река, текущая среди камней».
Благодаря удачному расположению Гвадалахара быстро развивалась, и в 1560 году сюда переехали из Компостелы светские и религиозные власти Нуэва-Галисии, одной из провинций Новой Испании. В 1570 году в городе обосновались религиозные ордена августинцев и доминиканцев, что способствовало росту его значения. На следующий год был основан Гвадалахарский университет, второй старейший университет в Мексике и пятый в Северной Америке.
Гвадалахара оставалась столицей Нуэво-Галисии вплоть до Мексиканской войны за независимость. В начале войны город стал оплотом отрядов сепаратистов Мигеля Идальго, но вскоре, из-за бесчинств, творимых повстанцами, симпатии населения города изменились в пользу роялистов. В январе 1811 года отряд из 6 тысяч роялистов разгромил почти 100-тысячную армию сепаратистов, и далее, вплоть до окончания войны, Гвадалахара оставалась под контролем сторонников испанской короны.
В 1823 году Гвадалахара стала столицей вновь образованного штата Халиско. В 1843—44 годах город был центром неудачного восстания против президента Санта-Анны. Во время гражданской войны 1857—61 годов в Гвадалахаре некоторое время размещалось правительство Бенито Хуареса. Город был захвачен французскими интервентами в 1864 и отбит мексиканцами обратно в 1866 году. Во время Мексиканской революции после сражения при Орендайне Гвадалахара была занята войсками каррансистов под командованием Обрегона. 18 февраля 1915 года войска Панчо Вильи разбили возле Саюлы, южнее Гвадалахары, дивизию каррансистского генерала Дьегеса.
Строительство в конце XIX века железных дорог, соединивших Гвадалахару с морскими побережьями и с Соединёнными штатами, дало толчок стремительному росту экономики и населения города. Второй, не менее бурный расцвет, Гвадалахара пережила в 1940—1980 годах, когда в город хлынули сотни тысяч молодых деревенских жителей. С тех лет и поныне в городе сохранилась резкая имущественная и классовая разница между различными районами.
Гвадалахара прогремела на весь мир 22 апреля 1992 года, когда из-за взрыва бензинопровода погибло 252 человека, а материальный ущерб составил почти 1 млрд долларов США.
Начало 2000-х стало временем нового подъёма городской экономики. В 2007 году Гвадалахара заняла второе место среди городов Северной Америки по перспективам экономического роста по версии Financial Times (после Чикаго).

## Физико-географическая характеристика
Город расположен в центре штата Халиско, в долине Атемахак, на высоте полтора километра над уровнем моря.

### Климат
Гвадалахара находится на стыке зон субтропического муссонного климата (в классификации Кёппена — Cwa) и тропического климата саванн (Aw), с тёплой, очень сухой зимой и жарким, дождливым летом. Снегопады чрезвычайно редки, последний наблюдался в 1997 году, предыдущий — в 1881.
Средняя продолжительность солнечного сияния за год составляет 2673,4 часа.
| Показатель                    | Янв. | Фев. | Март | Апр. | Май  | Июнь  | Июль  | Авг.  | Сен.  | Окт. | Нояб. | Дек. | Год    |
| ----------------------------- | ---- | ---- | ---- | ---- | ---- | ----- | ----- | ----- | ----- | ---- | ----- | ---- | ------ |
| Абсолютный максимум, °C       | 35,0 | 38,0 | 39,0 | 41,0 | 39,0 | 38,5  | 36,0  | 36,5  | 32,5  | 34,5 | 32,0  | 31,0 | 41,0   |
| Средний суточный максимум, °C | 24,7 | 26,5 | 29,0 | 31,2 | 32,5 | 30,5  | 27,5  | 27,3  | 27,1  | 27,1 | 26,4  | 24,7 | 27,9   |
| Средняя температура, °C       | 17,1 | 18,4 | 20,7 | 22,8 | 24,5 | 23,9  | 22,0  | 21,9  | 21,8  | 21,0 | 19,2  | 17,5 | 20,9   |
| Средний суточный минимум, °C  | 9,5  | 10,3 | 12,3 | 14,3 | 16,4 | 17,3  | 16,5  | 16,4  | 16,5  | 14,9 | 12,1  | 10,3 | 13,9   |
| Абсолютный минимум, °C        | −1,5 | 0,0  | 1,0  | 0,0  | 1,0  | 11,5  | 9,0   | 11,0  | 10,0  | 8,0  | 4,5   | −0,5 | −1,5   |
| Норма осадков, мм             | 15,6 | 6,6  | 4,7  | 6,2  | 24,9 | 191,2 | 272,5 | 226,1 | 169,5 | 61,4 | 13,7  | 10,0 | 1002,4 |
| Источник: SMN                 |      |      |      |      |      |       |       |       |       |      |       |      |        |

## Население
По данным Национального института статистики и географии Мексики население Гвадалахары в 2015 году составило 1 460 148 человек, а агломерации в целом — более 5 миллионов. В городе и его окрестностях проживает около 70 % населения штата Халиско.
| Год                 | 1738   | 1865   | 1960    | 1970      | 1980      | 1990      | 1995      | 2000      | 2010      |
| ------------------- | ------ | ------ | ------- | --------- | --------- | --------- | --------- | --------- | --------- |
| Численность жителей | 24.560 | 69.670 | 740.394 | 1.199.391 | 1.626.152 | 1.650.205 | 1.633.216 | 1.646.319 | 1.494.134 |

## Экономика
Агломерация Гвадалахары является третьим по значимости экономическим центром Мексики (после Мехико и Монтеррея). Около 60 % экономически активного населения заняты в торговле, сфере услуг и туристическом секторе. Из промышленных отраслей развиты производство электроники, текстильная и обувная промышленность, производство продуктов питания, пивоварение, производство автозапчастей и металлоинструмента. Большая часть товаров, произведённых в городе, экспортируется в США.
Город называют мексиканской Кремниевой долиной. В Гвадалахаре и её пригородах располагаются заводы таких высокотехнологичных компаний, как General Electric, Intel, Hitachi, Hewlett Packard, Siemens AG, Flextronics и Solectron.
Гвадалахара — важный туристический центр.

## Транспорт
Гвадалахара обслуживается Международным аэропортом имени дон Мигеля Идальго и Кастильо (IATA: GDL, ICAO: MMGL), расположенным в 16 километрах к югу от центра города. Пассажирооборот аэропорта составляет более 8 млн человек в год (2013). Регулярные рейсы выполняются во все основные города Мексики, в большинство крупных городов США (кроме северо-восточных штатов), а также в Панаму.
Через город проходят федеральные шоссе № 15, 54 и 80. Железнодорожные линии, проходящие через город, используются только в грузовых целях.
Общественный транспорт представлен Гвадалахарским метрополитеном (лёгкое метро, 2 линии, 29 станций), системой муниципальных автобусов-экспрессов и большим количеством небольших частных автобусных перевозчиков.

## Достопримечательности
Город называют культурной столицей Мексики. Считается, что именно здесь появилась мексиканская народная музыка мариачи.
Гвадалахара известна постройками испанской колониальной архитектуры XVI—XVIII веков, в частности церквями в стиле барокко. Наиболее известны:
- церковь Сан-Франциско (XVI—XVII веков)
- церковь Санта-Моника (1720—1733 годов)

В Гвадалахаре располагаются:
- главная в Мексике арена для чарреады (мексиканская разновидность родео) под названием «Льенсо Чарро»
- Гвадалахарский Университет
- музей штата Халиско
- музей-мастерская художника Хосе Клементе Ороско

В Гвадалахаре базируется один из самых популярных мексиканских футбольных клубов Гвадалахара (Club Deportivo Guadalajara).
Популярным местом для туристов является расположенный поблизости тематический парк Calaverandia, посвящённый празднику поминовения мёртвых в Мексике. Одним из символов города называют статую богини Минервы.

## Известные личности
- Агустин Яньес (исп. Agustín Yáñez Delgadillo) (4 мая 1904 года, Гвадалахара, штат Халиско — 17 января 1980 года, Мехико) — мексиканский писатель и политик, занимал должности губернатора штата Халиско и министра народного образования при президенте Густаво Диасе Ордасе.

- Сауль (Канело) Альварес известный боксёр
- Серхио Перес — мексиканский пилот Формулы 1, победитель 6 Гран-при.
- Гильермо Дель Торо

## Города-побратимы
Источник: Сайт администрации города Гвадалахара
- Севилья,  Испания
- Вроцлав,  Польша
- Лансинг, Мичиган,  США
- Портленд, Орегон,  США
- Альбукерке, Нью-Мексико,  США
- Канзас-Сити, Миссури,  США
- Сан-Антонио, Техас,  США
- Тусон, Аризона  США
- Магдалена-де-Кино, Сонора,  Мексика
- Ночистлан, Сакатекас,  Мексика
- Алахуэла,  Коста-Рика
- Сан-Хосе,  Коста-Рика
- Тегусигальпа,  Гондурас
- Кингстон,  Ямайка
- Панама,  Панама
- Лима,  Перу
- Санто-Доминго,  Доминиканская Республика
- Каракас,  Венесуэла
- Малабо,  Экваториальная Гвинея
- Гвадалахара,  Испания
- Оньяте,  Испания
- Сигалес,  Испания
- Лонг-Бич, Калифорния,  США
- Кливленд, Огайо,  США
- Краков,  Польша
- Милан,  Италия
- Киото,  Япония
- Сямынь,  Китай
- Аганья,  Гуам
- Себу,  Филиппины
- Санкт-Петербург,  Россия (2011)[4]